# 潘奇帕拉
潘奇帕拉（Panchpara），是印度西孟加拉邦Haora县的一个城镇。总人口15078（2001年）。

## 人口
该地2001年总人口15078人，其中男性7894人，女性7184人；0—6岁人口2100人，其中男1067人，女1033人；识字率70.61%，其中男性为74.35%，女性为66.51%。